# مولان به سپاه وارد می‌شود
مولان به سپاه وارد می‌شود (華成) فیلم تاریخی جنگی چینی محصول ۱۹۳۹ است.